# Clifford Taubes
Clifford Henry Taubes (nacido el 21 de febrero de 1954)  es el profesor William Petschek de Matemáticas en la Universidad de Harvard y trabaja en teoría de campos calibre, geometría diferencial y topología de baja dimensión. Su hermano es el periodista Gary Taubes.

## Carrera temprana
Taubes recibió su doctorado en física en 1980 bajo la dirección de Arthur Jaffe, habiéndose comprobado los resultados recogidos en (Jaffe & taubes 1980 sobre la existencia de soluciones a las ecuaciones de vórtice de Landau-Ginzburg y las ecuaciones monopolo de Bogomol'nyi.
Pronto comenzó a aplicar su experiencia en teoría de calibres a las matemáticas puras. Su trabajo sobre el límite del espacio de módulos de soluciones de las ecuaciones de Yang-Mills fue utilizado por Simon Donaldson en su prueba del teorema de Donaldson sobre la diagonizabilidad de las formas de intersección. Demostró en (Taubes, 1987)   que R 4 tiene un número incontable de estructuras suaves (ver también R 4 exótico), y (con Raoul Bott en Bott y Taubes, 1989 ) demostró el teorema de rigidez de Witten en el género elíptico.

## Trabajo basado en la teoría de Seiberg-Witten
En una serie de cuatro extensos artículos de la década de 1990 (recopilados en Taubes, 2000 ), Taubes demostró que, en una cuádruple variedad simpléctica cerrada, la invariante (teórica de calibre) de Seiberg-Witten es igual a una invariante que enumera ciertas curvas pseudoholomórficas y ahora se conoce como invariante de Gromov de Taubes. Este hecho mejoró la comprensión de los matemáticos sobre la topología de las cuatro variedades simplécticas.
Más recientemente (en Taubes, 2007 ), utilizando la homología de Seiberg-Witten Floer desarrollada por Peter Kronheimer y Tomasz Mrowka junto con algunas estimaciones nuevas sobre el flujo espectral de los operadores de Dirac y algunos métodos de Taubes, 2000, Taubes demostró la antigua conjetura de Weinstein para todos variedades de contacto tridimensionales, estableciendo así que el campo vectorial de Reeb en dicha variedad siempre tiene una órbita cerrada. Ampliando tanto esto como la equivalencia de las invariantes de Seiberg-Witten y Gromov, Taubes también ha demostrado (en una larga serie de preimpresiones, comenzando con Taubes, 2008) que la homología de contacto integrada de una variedad de contacto 3 es isomórfica a una versión de su cohomología de Seiberg-Witten Floer. Más recientemente, Taubes, C. Kutluhan y YJ. Lee demostró que la homología de Seiberg-Witten Floer es isomorfa a la homología de Heegaard Floer.

## Honores y premios
- Orador en cuatro ocasiones en el Congreso Internacional de Matemáticos (1986, 1994 (plenario), 1998, [2] 2010 (plenario; seleccionado, pero no habló))
- Premio Veblen (AMS) (1991)
- Premio Elie Cartan (Académie des Sciences) (1993)
- Elegido miembro de la Academia Estadounidense de Artes y Ciencias en 1995.
- Elegido miembro de la Academia Nacional de Ciencias en 1996.
- Premio de Investigación Clay (2008)
- Premio NAS en Matemáticas (2008) de la Academia Nacional de Ciencias. [3]
- Premio Shaw de Matemáticas (2009) junto con Simon Donaldson

## Libros
- 1980: (con Arthur Jaffe) Vórtices y monopolos: la estructura de las teorías de calibre estático, Progreso en física, volumen 2, Birkhäuser ISBN 3-7643-3025-2 MR 06144447